# Anaximandro Vega

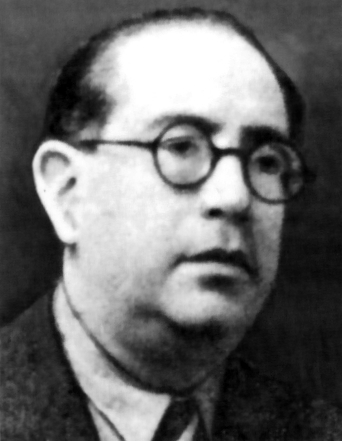
Anaximandro Vega.

Anaximandro D. Vega Mateola (n. Chota, Cajamarca, Perú, 23 de enero de 1903 - m. Lima, 12 de mayo de 1950) fue un poeta y profesor peruano. Padre del historiador Juan José Vega. 

## Biografía
Hijo de José Dolores Vega y Juana Mateola, tras culminar sus estudios escolares en el Colegio Nacional San Juan se estableció en Lima, en 1921. Estudió en el Instituto Pedagógico Nacional de Varones donde obtuvo el título de Profesor de Segunda Enseñanza (1925); y en la Facultad de Letras de la Universidad de San Marcos (1922-1924), donde completó su doctorado.
Ejerció la docencia en diversos colegios de Lima y pasó luego a dirigir los colegios nacionales de Chota y Yungay, entre 1935 y 1939. En la década siguiente retornó a Lima y fue profesor en los colegios Alfonso Ugarte, Dos de Mayo y Leoncio Prado (en este último entre 1944 y 1950), para los cuales escribió la letra de sus respectivos himnos. Asimismo, fue catedrático de Castellano y Literatura en la Facultad de Letras de San Marcos.

## Obras
Su obra literaria, dispersa en las revistas La Sierra y Folklore, fue recopilada parcialmente en dos obras:
- Amor y llaga de mi tierra (1944).
- Poemas y cuentos (póstumamente, en 1970).

Publicó además:
- Historia literaria (1946 y 1948), en colaboración con los profesores José Valera Zambrano, Jorge Puccinelli y Guillermo Ugarte Chamorro.